# Forteresse de Sourami
La forteresse d'Ujarma (en géorgien : სურამის ციხე) est une forteresse géorgienne médiévale située dans la région du Kartlie intérieure, dans la municipalité de Khashuri.
Située sur la rive gauche de la rivière Suramula, elle domine la partie nord de la ville de Sourami.

## Situation
L'emplacement topographique de la forteresse — située au centre de la Géorgie, dans une vallée en forme de canyon et à proximité du col de Surami entre les montagnes de Likhi (ლიხის ქედი) et celles de Surami ( სურამის ქედი) —, fut décisif pour son établissement. Elle est située à la jonction de deux routes principales, l'une va vers l'ouest par les cols de Likhi, et l'autre vers le sud par la vallée de Borjomi (en).

## Histoire
Aujourd’hui, on ne sait toujours pas exactement quand et par qui les parties les plus anciennes de la forteresse de Surami ont été construites.
Les découvertes archéologiques montrent que la zone autour de la forteresse était déjà peuplée à l'âge du bronze. L'historien géorgien Platon Ioseliani (en) décrit dans ses ouvrages que les premières installations furent construites dès le IIe siècle. Il a peut-être été construit par le roi ibérique (géorgien) Parnadjomi au XIXe siècle av. J.-C..
D’autres preuves peuvent être trouvées dans des sources turques et persanes : 
- Selon l'écrivain ottoman Evliya Çelebi, l'agrandissement de la forteresse a été réalisé sur les instructions du roi perse Khosro Ier Anuschirwan[3].
- Selon l'historien persan Iskandar Beg Munshi (en), la forteresse a été construite par Abbas Ier[4].

Aujourd'hui, les scientifiques géorgiens déduisent des vestiges que les bâtiments associés ont été construits au XIe siècle,.
Témoignage de l'histoire du pays, certaines parties du mur de la forteresse ont été restaurées et constituent ainsi une attraction touristique de la ville. Du haut des murailles, il y a une vue panoramique sur la vallée et les bâtiments les plus récents de la ville, qui comprennent également l'église Notre-Dame et l'église Kviratskhoveli.